# Gunmaïta
La gunmaïta és un mineral de la classe dels fosfats.

## Característiques
La gunmaïta és un fosfat de fórmula química (Na₂Sr)Sr₂Al₁₀(PO₄)₄F14(OH)12. Va ser aprovada com a espècie vàlida per l'Associació Mineralògica Internacional l'any 2022, sent publicada en el mes de setembre de l'any següent. Cristal·litza en el sistema trigonal.
L'exemplar que va servir per a determinar l'espècie, el que es coneix com a material tipus, es troba conservat a les col·leccions mineralògiques del Museu Nacional de la Natura i la Ciència de Tòquio (Japó), amb el número d'espècimen: nsm-m49762.

## Formació i jaciments
Va ser descoberta a les muntanyes Ashio, a la localitat de Kiryu de la prefectura de Gunma (Japó), sent aquest l'únic indret de tot el planeta on ha estat descrita aquesta espècie mineral.